# Chile Ánaheim
El chile California, chile Ánaheim (en inglés /ˈænəhaɪm/, en español /ˌana'(h)ajm/) o chile verde del norte es una variedad de chile (Capsicum annuum L.) fresco, de tamaño mediano y muy usado en el norte de México y sudoeste de los Estados Unidos. Una vez seco se le denomina chile colorado. Tiene su origen en Nuevo México, sin embargo su nombre proviene de la localidad de Anaheim, al sur de Los Ángeles, California, donde fue llevado en 1900 y producido por mucho tiempo.
Por su parecido, se suele confundir con el chile chilaca, sin embargo, se trata de dos variedades diferentes de C. Annuum. El chilaca es típico del centro de México, y es la versión fresca del popular chile pasilla.

## Nombres
Los nombres más conocidos son chile (de) California o chile (de) Anaheim. También se lo conoce como chile Magdalena. En inglés se lo conoce como California chili pepper o Anaheim pepper. A veces el nombre cultivar se presenta como Capsicum annuum L. 'California Green', que forma parte del grupo cultivar conocido como New Mexican chile. También se lo conoce de manera genérica como «chile verde» (los chiles serrano, jalapeño y chilaca también se conocen como «chile verde») o «chile verde del norte».

## Descripción
Tiene un color verde claro, que al madurar se torna oscuro (rara vez rojizo), y forma alargada (aprox. 16 cm de largo y 6 de diámetro máximo). Posee una pungencia de entre 500 y 3000 SHU, es decir, poco o levemente picante. Sin embargo, las variedades producidas en Nuevo México pueden alcanzar los 4500-5000 SHU, es decir, moderadamente picante.
En el campo, el Anaheim tiene un buen rendimiento ya que se puede cosechar a los 70-90 días de cultivarse.

## Uso culinario
Es muy común encontrarlo en mercados y supermercados de las ciudades fronterizas de la frontera entre Estados Unidos y México, y se usa como ingrediente de muchos platillos de la cocina Tex-Mex.
Aun fresco, es útil para elaborar chiles rellenos. Ya seco, se usa molido para adobos, guisos, salsas... o bien en el pozole, en barbacoas o estofados.